# Danthonia decumbens
Espèce
Danthonia decumbens, la Danthonie retombante, est une espèce de plantes herbacées de la famille des Poaceae (graminées).

## Liste des sous-espèces et variétés
Selon Tropicos (10 mai 2017) (Attention liste brute contenant possiblement des synonymes) :
- sous-espèce Danthonia decumbens subsp. decipiens O. Schwarz & Bassler
- sous-espèce Danthonia decumbens subsp. decumbens
- sous-espèce Danthonia decumbens subsp. provincialis Bonnier & Layens
- variété Danthonia decumbens var. breviglumis (Hack.) Hack.
- variété Danthonia decumbens var. decumbens
- variété Danthonia decumbens var. recticaulis E. Rev. ex Debeaux & Dautez